# Arrondissement administratif de Hal-Vilvorde
L'arrondissement administratif de Hal-Vilvorde est situé dans le sud de la Région flamande en Belgique. Il entoure presque complètement la région de Bruxelles-Capitale (seule la commune de Tervuren fait partie de l'arrondissement de Louvain).
Il forme avec l'arrondissement de Louvain la province du Brabant flamand.
L'arrondissement a une superficie de 949,11 km2 et il compte 673 503 d'habitants au 1er janvier 2025. C'est un arrondissement purement administratif ; il appartenait à l'arrondissement électoral et judiciaire de Bruxelles-Hal-Vilvorde.

## Histoire
L'arrondissement de Hal-Vilvorde apparaît en 1963 lors de la création de la frontière linguistique. L'ancien arrondissement administratif de Bruxelles fut divisé en trois parties :
- un arrondissement bilingue : l'arrondissement de Bruxelles-Capitale qui est composé de 19 communes (correspondant également à la Région de Bruxelles-Capitale) ;
- un arrondissement unilingue néerlandophone : Hal-Vilvorde ;
- une fédération de communes périphériques comprenant six communes néerlandophones à facilités linguistiques francophones dans la Périphérie bruxelloise.

En 1971, l'éphémère fédération des communes périphériques fut supprimée et les communes furent regroupées dans l'arrondissement de Hal-Vilvorde. Cependant les habitants francophones de ces régions ont gardé le droit de parler le français et de recevoir des facilités administratives en français étant donné la proximité avec la capitale et la région wallonne. Ces droits sont aujourd'hui violemment rejetés par certains Flamands qui considèrent que sur leur terre seul le néerlandais doit être parlé et considèrent les francophones comme étrangers.
En 1977, la commune de Muizen se détacha de l'arrondissement pour se rattacher à l'arrondissement de Malines (province Anvers).

## Districts/Cantons
- District de Hal :
  - Canton de Asse : Affligem, Asse, Dilbeek, Liedekerke, Merchtem, Opwijk, Ternat
  - Canton de Hal : Beersel, Drogenbos, Halle, Linkebeek, Pepingen, Sint-Genesius-Rode, Sint-Pieters-Leeuw
  - Canton de Lennik : Bever, Pajottegem, Lennik, Roosdaal
- District de Vilvorde :
  - Canton de Meise : Grimbergen, Kapelle-op-den-Bos, Londerzeel, Meise, Wemmel
  - Canton de Vilvorde : Kampenhout, Machelen, Vilvoorde, Zemst
  - Canton de Zaventem : Hoeilaart, Kraainem, Overijse, Steenokkerzeel, Wezembeek-Oppem, Zaventem

## Communes et communes fusionnées
Communes (celles qui sont en italique ont le statut de commune à facilité (précisé entre parenthèses) et commune à facilité de la périphérie bruxelloise)
- Affligem
- Asse
- Beersel
- Biévène (Bever) (commune à facilité)
- Kapelle-op-den-Bos
- Kraainem
- Dilbeek
- Drogenbos
- Grimbergen
- Hal (Halle)
- Hoeilaart
- Kampenhout
- Lennik
- Liedekerke
- Linkebeek
- Londerzeel
- Machelen
- Meise
- Merchtem
- Opwijk
- Overyssche (Overijse)
- Pepingen
- Pajottegem
- Roosdaal
- Rhode-Saint-Genèse (Sint-Genesius-Rode)
- Leeuw-Saint-Pierre (Sint-Pieters-Leeuw)
- Steenokkerzeel
- Ternat
- Vilvorde
- Wemmel
- Wezembeek-Oppem
- Zaventem
- Zemst

Communes fusionnées
- Alsemberg
- Asse
- Beersel
- Brages (Beert)
- Beigem
- Bekkerzeel
- Bellingen
- Berchem-Saint-Laurent (Sint-Laureins-Berchem)
- Berg
- Biévène (Bever)
- Bodeghem-Saint-Martin (Sint-Martens-Bodegem)
- Bogaarden
- Borchtlombeek
- Buizingen
- Buken
- Brussegem
- Kapelle-op-den-Bos
- Castre (Kester)
- Chapelle-Saint-Ulric (Sint-Ulriks-Kapelle)
- Kraainem
- Diegem
- Dilbeek
- Drogenbos
- Elewijt
- Elingen
- Eppegem
- Essene
- Gaesbeek (Gaasbeek)
- Gammerages (Galmaarden)
- Gooik
- Grand-Bigard (Groot-Bijgaarden)
- Grimbergen
- Hal (Halle)
- Hamme
- Haute-Croix (Heikruis)
- Hekelgem
- Herfelingen
- Hérinnes (Herne)
- Hoeilaart
- Hofstade
- Huizingen
- Humbeek
- Itterbeek
- Kampenhout
- Kobbegem
- Leerbeek
- Leeuw-Saint-Pierre (Sint-Pieters-Leeuw)
- Lembecq (Lembeek)
- Lennik-Saint-Martin (Sint-Martens-Lennik)
- Lennik-Saint-Quentin (Sint-Kwintens-Lennik)
- Liedekerke
- Linkebeek
- Lombeek-Notre-Dame (Onze-Lieve-Vrouw-Lombeek)
- Lombeek-Sainte-Catherine (Sint-Katherina-Lombeek)
- Londerzeel
- Lot
- Machelen
- Malderen
- Mazenzele
- Meise
- Melsbroek
- Merchtem
- Mollem
- Nederokkerzeel
- Nieuwenrode
- Nossegem
- Oetingen
- Opwijk
- Oudenaken
- Overijse
- Pamel
- Pepingen
- Perk
- Peutie
- Ramsdonk
- Relegem
- Rhode-Saint-Genèse (Sint-Genesius-Rode)
- Ruisbroek
- Saint-Pierre-Capelle (Sint-Pieters-Kapelle)
- Schepdael (Schepdaal)
- Steenhuffel
- Steenokkerzeel
- Sterrebeek
- Strijtem
- Strombeek-Bever
- Teralfene
- Ternat
- Tourneppe (Dworp)
- Tollembeek
- Vilvorde
- Vlezenbeek
- Vollezele
- Wambeek
- Weerde
- Wemmel
- Wezembeek-Oppem
- Wolvertem
- Woluwe-Saint-Étienne (Sint-Stevens-Woluwe)
- Zaventem
- Zellik
- Zemst

## Évolution démographique
- Source:Statbel - De:1963 à 1970=recensement de la population au 31 décembre; depuis 1980= population au 1er janvier[1]